# المعرفة (مجلة سورية)

غلاف العدد 657 من مجلة المعرفة

المَعْرِفَة هي مجلة ثقافية شهرية تصدرها وزارة الثقافة في الجمهورية العربية السورية.